# Cheongsam

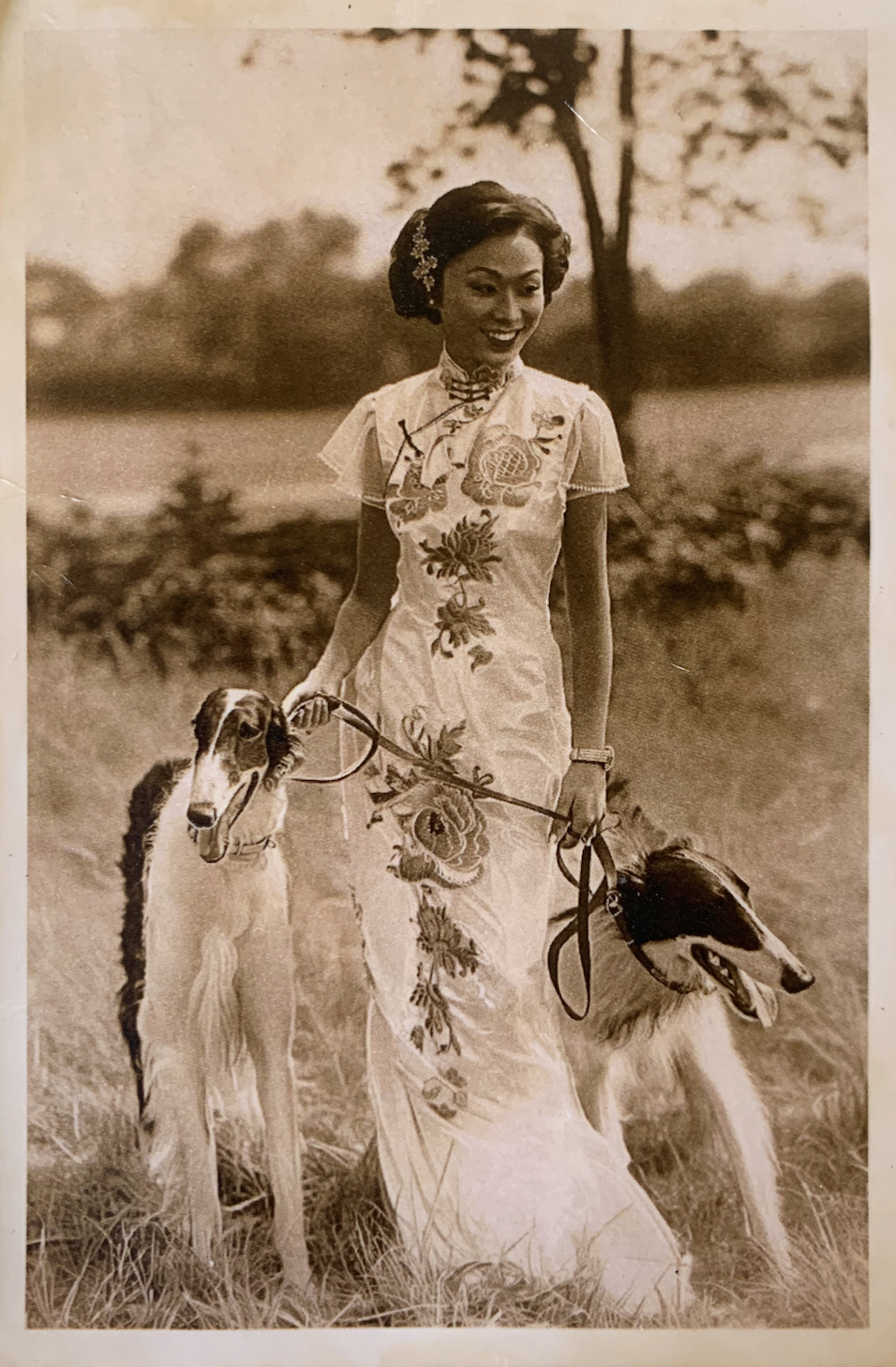

Cheongsam, en cantonès, és un vestit tradicional xinès també conegut com a qipao (xinès, 旗袍; pinyin, qípáo), van ser extremadament populars durant la dinastia Qing (1644-1911). S'atribueixen els orígens als dissenys dels vestits informals (chang fu) de les dones manxús per la similitud en l'estructura. És una peça representativa de les dones xineses, té un estil simbòlic de la dona oriental. Representa un comportament social que defineix una civilització material i espiritual d'un període històric. Diferents tipus de materials són emprats, les modistes acostumen a declinar-se per brotxes de domàs, vellut i seda, aquesta última dota a l'objecte d'elegància i sofisticació.
El terme Cheongsam o qipao presenta una història complexa i llarga i té diferents significats associats. Es tradueix literalment com a vestit llarg i Qipao prové del mandarí i es tradueix com a roba insígnia. Es poden utilitzar indistintament.
Les arrels les trobem en Paofu de la Dinastia Qing, era un vestit tradicional dels manxús, Paofu es va estendre per diferents regions de la Xina amb l'establiment de la Dinastia Qing per Nurhaci. Nurhaci va unificar les tribus manxús i va crear el sistema de les vuit banderes, els guerrers estaven organitzats en vuit companyies, cadascú amb la seva bandera, per tal d'aconseguir una organització militar i política més eficient. A cada grup se li va assignar un estendard  de colors i s'anomenava d'acord amb aquest estendard com per exemple: pancarta de color groc pur. Per tant, el poble manxú també va ser anomenat qijen perquè el so d'estendard en mandarí és qi i jen vol dir poble. Aquesta nova organització militar va esdevenir molt poderosa i disposada a conquerir la Xina. L'imperi Qing va durar gairebé tres segles i va formar la base territorial per l'Estat Xinès Modern. Nurhaci va argumentar que les "vestimentes més amples amb mànigues amples" de la Xina Ming establertes pels Han (1368-1644 dC), la dinastia abans dels Qing, eren inadequades per als manxús. L'emperador va eliminar les normes de vestimenta Han, considerava que els manxús podien perdre el sentit de la identitat juntament amb el seu esperit marcial si evocaven els costums dels Han. Imposa que els homes s'afaitessin el cap, amb una trena a l'esquena, en contraposició als Han, que porten un pentinat estirat amb diversos tipus de barrets segons l'estatus social o l'ocasió. De fet, els cabells trenats simbolitzen la barbàrie. El poble Han es va negar a portar el vestit dels manxús, el govern condemna a mort als infractors. És interessant ja que els homes havien d'obeir unes normes de confecció, però les dones no estaven obligades, van continuar portant un conjunt de dues peces de faldilla i una jaqueta o un pantaló, una vestimenta adoptada durant la dinastia Tang (618-907). Això representa un símbol de resistència dels Han al règim manxú. Alhora és una evidència com la vestimenta per la comunitat no és només una peça de roba.

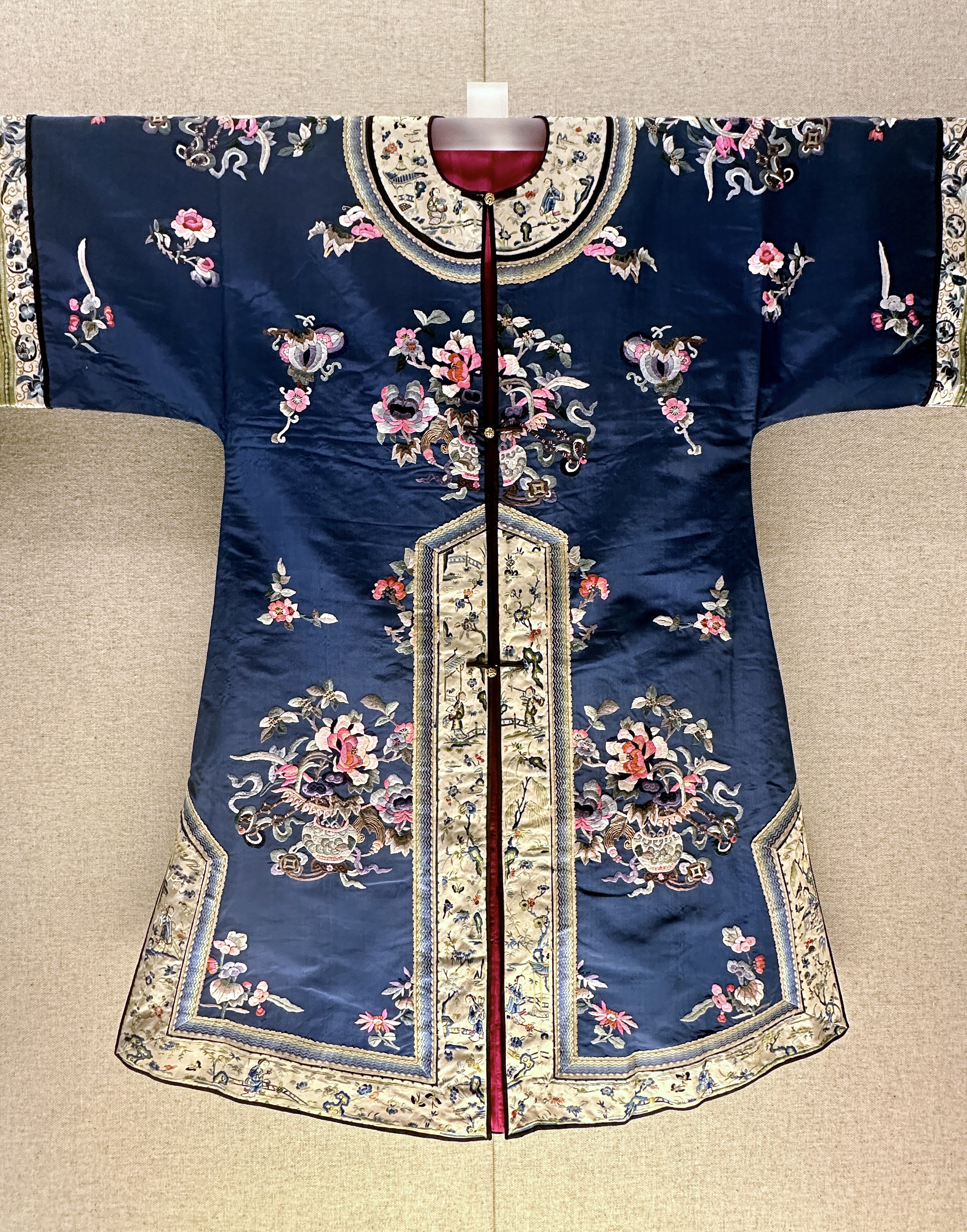
Indumentària per a una dona d'ètnia manxú

De totes maneres, hi ha discrepàncies entre els estudiosos amb l'origen dels qipao femenins. Consideren que no hi ha informació consistent sobre l'aparició del vestit al segle XX i la seva associació amb els manxús. Autors consideren una còpia de les dones Han de la vestimenta manxú, el Cheongsam alhora entraria a la Xina com una peça de roba estrangera que representava als manxús (una cultura invasora). Altres autors proposen que l'origen del qipao es basa en més d'un tipus de peça tradicional. D'altra banda, també es parla de l'opció que tant les túniques Han com les Qi eren l'origen del qipao.
Pel que fa a les característiques, el qipao és una peça, que com qualsevol altre, ha anat evolucionant. Com a característiques de la peça femenina, consisteix en una túnica llarga fins als turmells amb una obertura corbada al costat dret des de la part superior fins a la vora. Inicialment, presentava una obertura rodona a la part del coll. L'obertura de la túnica estava tancada amb botons de granota també anomenats botó cheongsam. Estava fet de setí de seda o brocat i tenia una màniga llarga i estreta decorada amb adorns o rivets a la part inferior de la túnica i al final.
En comparació per exemple, el coll de les dones Han tenia forma de V. És evident que hi ha un intercanvi transcultural de vestimenta, les dones manxú van adoptar les mànigues amples del poble Han.
Wan Yu-Ching és un estudiós que ha dedicat la seva vida a estudiar la vestimenta xinesa. Va ser director del Museu Nacional d'història de Taiwan. Presenta un llibre anomenat Història de la túnica de les dones xineses, a partir de llibres, pintures xineses i ceràmiques intenta esbossar els orígens de les túniques per dones. La seva intenció és acabar amb la teoria que el qipao prové de l'herència cultural dels manxús. Afirma que ja hi ha un registre de túniques fins als turmells en la dinastia Zhou (771-1058).
Altres autors als seus estudis parlen sobre la vestimenta  e inclouen les regles de comportament que reflectien la profunda ideologia de la vestimenta xinesa. Les regulacions dins la vestimenta xinesa posen en evidència la filosofia confuciana, en la qual la vestimenta és part de l'ordre social i un reflex de les característiques personals dels individus. Segons l'estatus del portador de la peça de roba, hi havia més regulacions aplicades.
Procediment molt diferent del que s'utilitza per a les tècniques de vestimenta occidentals. A més de les tècniques habituals de tall i costura, per realitzar un qipao es fan altres intervencions.
- En primer lloc, s'ha d'efectuar una observació del cos, prendre 24 mesures d'aquest per tenir referències a l'hora de traçar els patrons.

- Tots els detalls com els rivets, la decoració, els botons de granota es cusen a mà, es tracta d'una tela setinada, la qual rellisca molt i és per aquesta raó que s'endureix amb resina.
- En tercer lloc, és molt important planxar la tela a l'hora de construir un qipao ben ajustat. El sastre ha d'empènyer i tirar correctament perquè l'objectiu és donar-li una forma tridimensional a la peça.
- Els botons de granota no només funcionen per trencar el vestit sinó que pròpiament són una peça d'artesania.
- Pel que fa als materials cola d'arròs, fils de cotó, un punxó, pinces per gestionar els detalls.

Els motius que s'integren, com la pròpia vestimenta, no són aleatoris ni merament decoratius.
| Element          | Funció o simbolisme |
| ---------------- | --- |
| Coll mandarí     | Dota d'elegància a la peça, ja que allarga el coll, presenta una mida d'entre 2 i 5 cm. Les seves arrels històriques les trobem en les dinasties Ming i Qing. |
| Drac             | Els dracs brodats evoquen la bona fortuna, solen tenir un significat cerimonial. |
| Fènix            | Símbol de prosperitat i bona fortuna, a vegades fan parella amb el drac i simbolitzen la unió entre l'home i la dona en harmonia i equilibri. |
| Flors            | Simbolitza els valors culturals i espirituals de la Xina. El qipao incorpora tota mena de flors, per exemple la flor de lotus, és un símbol budista per la superació del patiment, ja que neix en aigües tèrboles. També pot aparèixer el bambú, tot i no tractar-se d'una flor és un element molt important en la cultura xinesa i apareix en brodats acompanyat d'altres flors. |
| Botó/ nus pankou | És un tipus de tancament decoratiu tradicional, és funcional, però també ornamenta, està compost per un botó i un llaç, es poden representar dracs, flors, motius geomètrics. S'acostuma a realitzar del mateix material que el mateix vestit. |

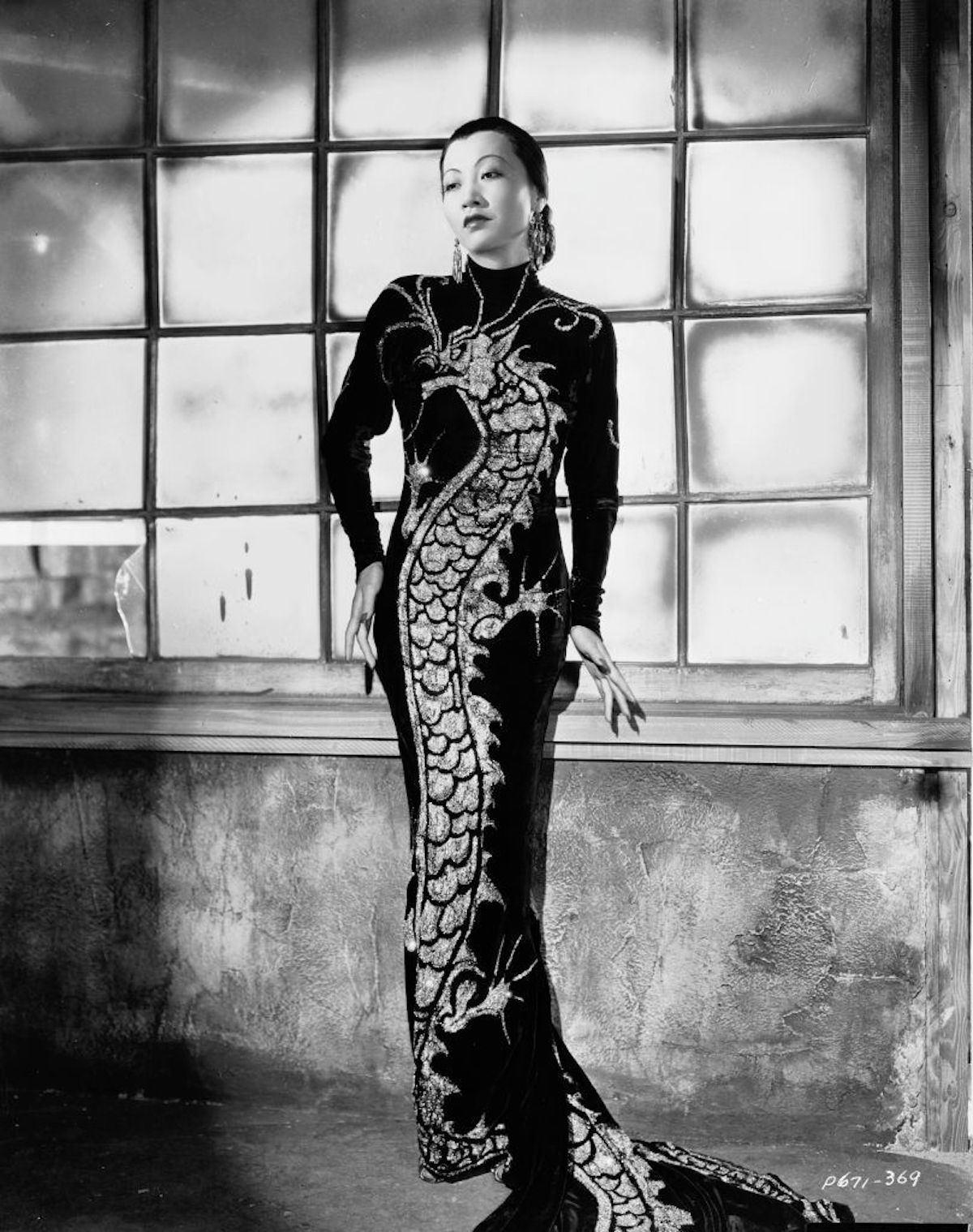
Anna May Wong, actriu xinesa portant una reinterpretació d'un cheongsam xinès dissenyat per Travis Banton

La República de la Xina posa fi a la dinastia Qing el 1912. L'objectiu era convertir l'Estat xinès consolidat a base del feudalisme en una Xina moderna. En aquest sentit, la vestimenta té un paper clau, ja que rebutgen els pentinats i les robes tradicionals amb l'objectiu d'adoptar nous estils. Els fluxos occidentals eren presents al territori, però deixar de costat la història de la Xina no era una opció, la comunitat xinesa rebutja la vestimenta occidental, una de les possibilitats seria la poca comoditat dels vestits occidentals davant la comoditat de la roba xinesa. D'altra banda, la contradicció etnocèntrica dels estils de roba occidentals amb la vestimenta xinesa.
Després de la Primera Guerra Mundial (1919) amb el Tractat de Versalles es va acordar que les colònies alemanyes a la Xina fossin pel Japó, el que va provocar una sèrie de manifestacions conegudes com a Moviment del Quatre de Maig (1919-1921). A més de suposar un punt d'inflexió pel nacionalisme xinès, aquest moviment va provocar diversos canvis en el rol de les dones a la societat xinesa, alhora que influeix en les pràctiques de la vestimenta. Pel que fa al qipao, el canvi més significatiu és la longitud, ja que es va anar acotant gradualment degut a les influències occidentals.
Una vegada unificada la nació, el 1928, l'economia xinesa va anar millorant. La moda occidental va començar a tenir més valors en ciutats com Shanghai i Guangzhou. Shanghai era un dels ports més importants el 1920, es va convertir en líder del comerç amb l'exterior, donant pas així al desenvolupament de la modernitat, molts sastres van recollir tendències de moda occidentals i van crear estils moderns de qipao. En incorporar elements occidentals, el qipao va passar de ser una peça més ampla amb mànigues a una peça que s'ajusta al cos amb cintura més petita i les mànigues tallades.
Els materials també van patir una evolució, el 1930 s'utilitzaven diverses teles. Una tela de cotó de marca nacional yin dan shi lin (陰丹士林) teles blaves domèstiques, usades sobretot per persones de classe mitjana, ja que duraven i tenien un preu assequible.
D'altra banda, les dones amb un estatus socioeconòmic més alt com per exemple les estrelles de cinema, feien servir teles amb estampats, importats, dissenys únics que convertien el qipao en una peça única.

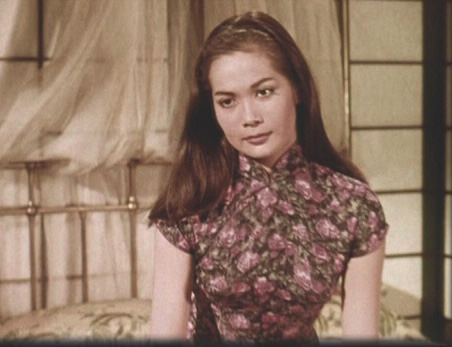
Nancy Kwan, estrella del cinema, utiltizant un qipao en la pel·lícula The World of Suzie Wong.

Pels americans, el qipao va aparèixer com una vestimenta per la pantalla gran, conseqüentment només es mercantilitzava en botigues molt selectes per dones. En la dècada dels trenta el qipao recordava a la noblesa i estava fet per personatges públics.
El 1959 Dorothy Jeakins i Irene Sharaff van rebre una nominació a un Tony per la representació de la vestimenta xinesa en els seus dissenys per les pel·lícules The World of Suzie Wong i Flower Drum Song. El qipao es va convertir en un objecte de mercat a la dècada dels cinquanta. La pantalla gran va jugar un gran paper, va ser l'actriu Anna May Wong, la qual va començar a portar aquest tipus de vestimenta en les seves pel·lícules.

## Galeria d'imatges

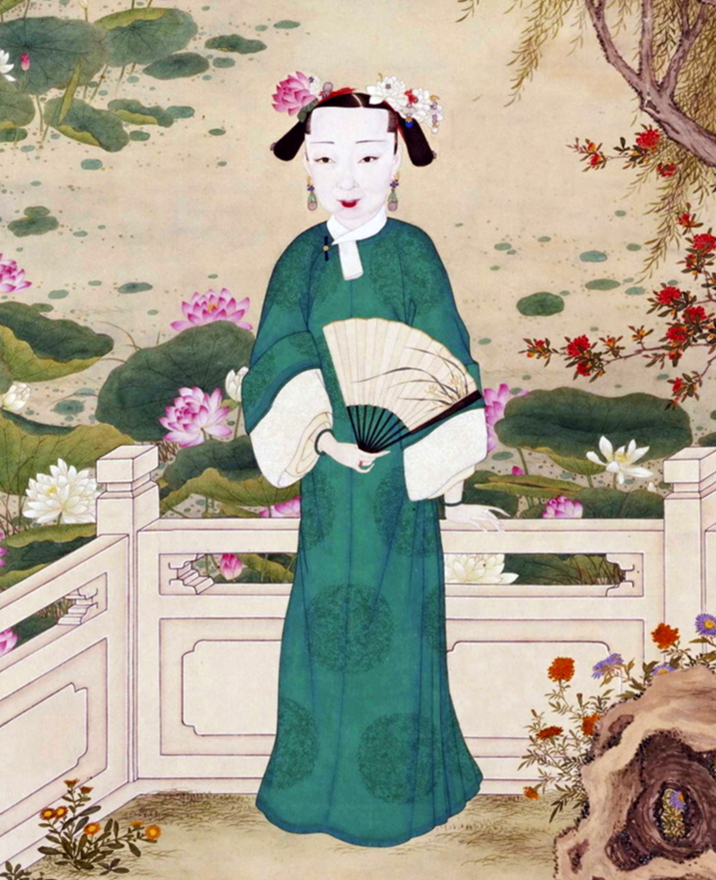
Daoguang Period (1821–1850) Emperadriu Xiaoshen
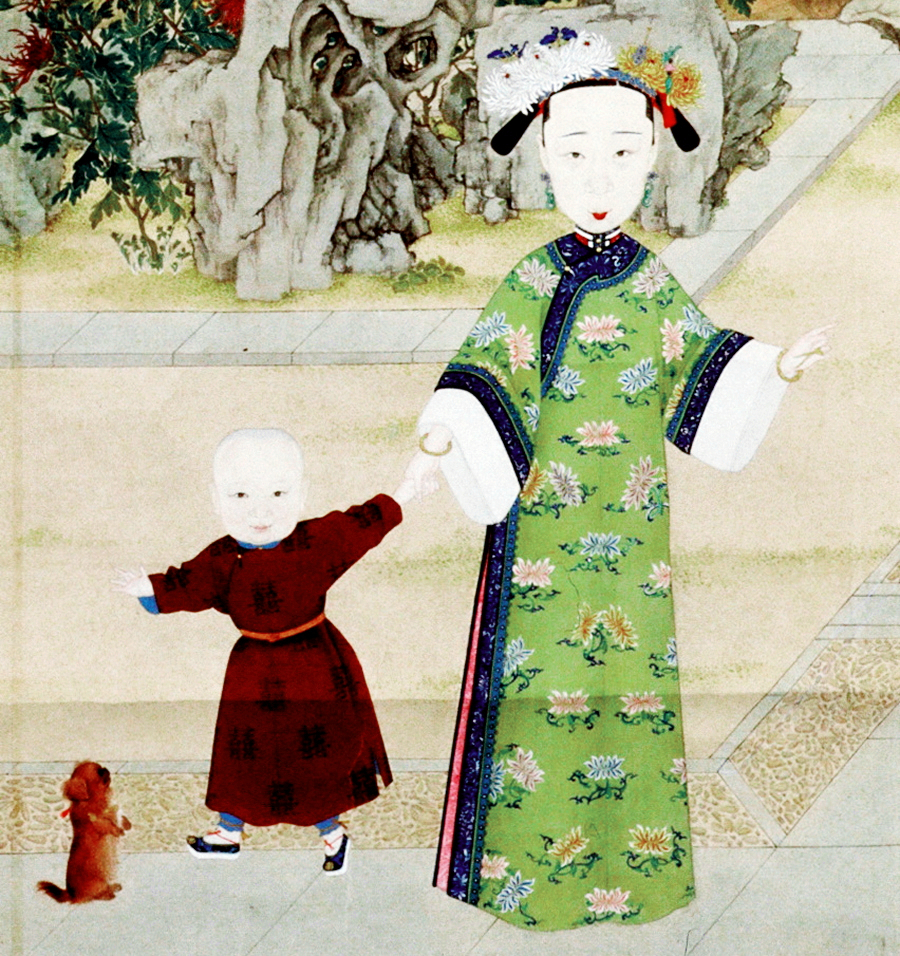
Període Daoguang (1821–1850) Emperadriu Xiaojingcheng
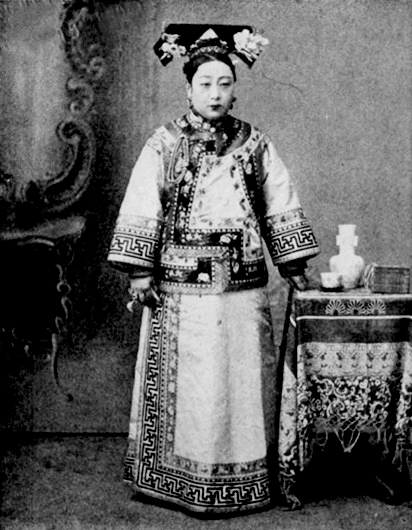
Període Guangxu (1875–1908) Lady Heseri
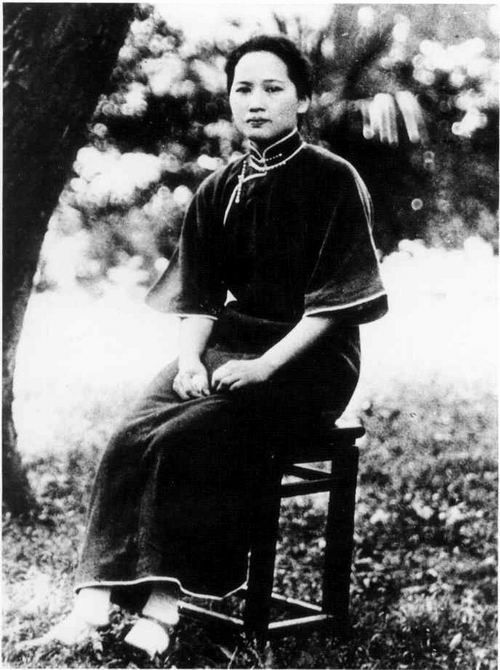
Període Republicà (1912–1949) Soong Ching-ling, 1925
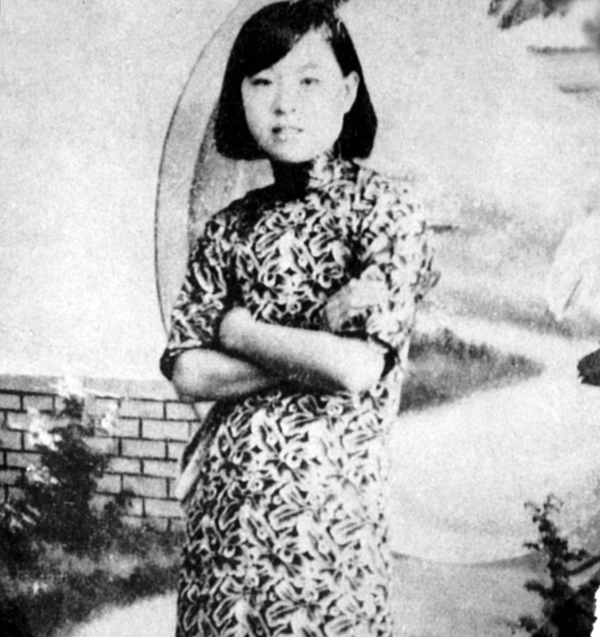
Període Republicà (1912–1949) Noble Consort Mingxian, 1937
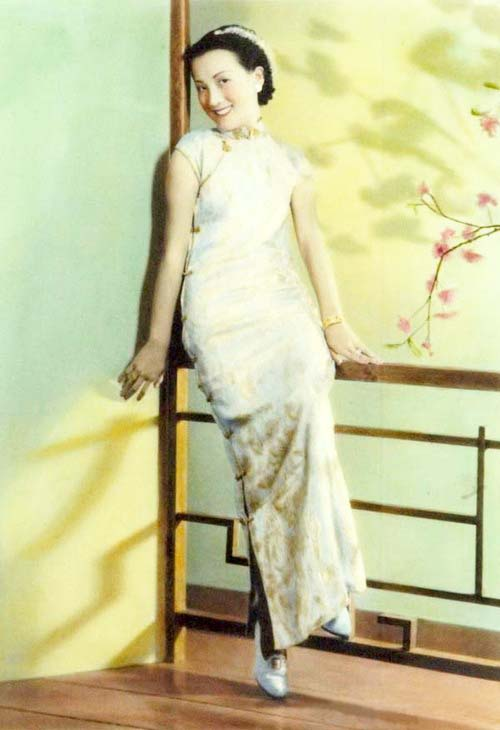
Període Republicà (1912–1949) Zhou Xuan, actriu, vers finals 1930s
Període posterior a la guerra civil (1949-) Qipao modern, 2016